# Municipio de Fairview (condado de Pennington)
El municipio de Fairview (en inglés: Fairview Township) es un municipio ubicado en el condado de Pennington en el estado estadounidense de Dakota del Sur. En el año 2010 tenía una población de 54 habitantes y una densidad poblacional de 0,6 personas por km².

## Geografía
El municipio de Fairview se encuentra ubicado en las coordenadas 43°56′30″N 102°12′12″O / 43.94167, -102.20333. Según la Oficina del Censo de los Estados Unidos, el municipio tiene una superficie total de 89.59 km², de la cual 89,16 km² corresponden a tierra firme y (0,48 %) 0,43 km² es agua.

## Demografía
Según el censo de 2010, había 54 personas residiendo en el municipio de Fairview. La densidad de población era de 0,6 hab./km². De los 54 habitantes, el municipio de Fairview estaba compuesto por el 88,89 % blancos y el 11,11 % eran de una mezcla de razas. Del total de la población el 0 % eran hispanos o latinos de cualquier raza.